# Amaq

Logo da Amaq

Amaq (em árabe: وكالة أعماق الإخبارية, translit. Wakālat Aʻmāq al-Ikhbārīyah) é uma agência de notícias ligada ao Estado Islâmico (EI). A Amaq é frequentemente o "primeiro ponto de publicação para reivindicações de responsabilidade" por ataques terroristas cometidos pelo EI em países ocidentais. Em março de 2019, a Amaq foi designada como organização terrorista estrangeira pelo Departamento de Estado dos Estados Unidos.

## História
Entre os fundadores da Amaq estava o jornalista sírio Baraa Kadek, que se juntou ao EI no final de 2013, e sete outros que originalmente trabalharam para a Halab News Network. Segundo o The New York Times, a Amaq tem ligação direta com o EI, de onde “recebe dicas”. Seu nome foi tirado do Vale Amik, na província de Hatay, na Turquia, que é mencionado em um hadith como o local de uma "vitória apocalíptica contra os não-crentes".
A Amaq foi notada pela primeira vez pela ONG estadunidense SITE Intelligence Group durante o Cerco de Kobanî (Síria) em 2014, quando suas atualizações foram compartilhadas entre os combatentes do EI. Tornou-se mais conhecida depois de começar a relatar reivindicações de responsabilidade por ataques terroristas em países ocidentais, como o ataque de San Bernardino em 2015, pelo qual o EI assumiu oficialmente a responsabilidade no dia seguinte. Um cinegrafista da Amaq fez as primeiras imagens da captura de Palmira em 2015.
A Amaq lançou um aplicativo móvel oficial em 2015 e alertou contra versões não oficiais que teriam sido usadas para espionar seus usuários. Ela também usa uma conta no aplicativo Telegram e tinha um blog baseado em WordPress, mas que foi removido sem explicação em abril de 2016.
Em 31 de maio de 2017, uma postagem no Facebook anunciou que o fundador da Amaq, Baraa Kadek, também conhecido como Rayan Meshaal, havia sido morto com sua filha por um ataque aéreo estadunidense na cidade síria de Mayadin. A postagem teria sido feita por seu irmão mais novo. A Reuters não conseguiu verificar imediatamente este relato. Em 27 de julho de 2017, os Estados Unidos confirmaram que Kadek havia sido morto por um ataque aéreo da coalizão perto de Mayadin entre 25 e 27 de maio de 2017.
Em junho de 2017, a polícia alemã prendeu um homem sírio de 23 anos identificado apenas como Mohammed G., acusando-o de comunicar com o alegado autor do incêndio criminoso no centro comunitário muçulmano de Malmö, na Suécia, em 2016, a fim de denunciar a Amaq.
Em 21 de março de 2019, o Departamento de Estado dos Estados Unidos considerou oficialmente a Amaq um pseudônimo do EI e, portanto, uma organização terrorista estrangeira.
Em 22 de março de 2024, o Estado Islâmico de Coraçone assumiu a responsabilidade pelo ataque ao Crocus City Hall através da Amaq, sendo que autoridades estadunidenses confirmaram a afirmação pouco depois.

## Personagem
A Amaq publica um fluxo de notícias curtas, tanto em texto quanto em vídeo, no aplicativo móvel Telegram. As reportagens assumem as características do jornalismo convencional, com títulos como "notícias de última hora" e repórteres incorporados nos cenários das batalhas do EI. Os relatórios jornalísticos tentam parecer mais "neutros", atenuando a linguagem jihadista e os insultos sectários que o EI utiliza nos seus comunicados oficiais.
Charlie Winter, da Iniciativa Transcultural de Conflito e Violência da Universidade do Estado da Geórgia, e Rita Katz, do SITE Intelligence Group, em Washington, dizem que a Amaq funciona de forma muito semelhante à agência de notícias estatal do EI, embora o grupo não a reconheça como tal. A Amaq parece ter sido autorizada pelo EI a desenvolver-se como uma forma de ter um meio de comunicação controlado pelo grupo, mas de certa forma afastado dele, dando ao EI mais aparência de legitimidade.

## Confiabilidade
De acordo com Rukmini Callimachi no The New York Times: "Apesar da visão generalizada de que o Estado Islâmico alega de forma oportunista ataques com os quais tem pouca conexão genuína, seu histórico - exceto um punhado de exceções - sugere um protocolo mais rigoroso. Às vezes, o Estado Islâmico errou nos detalhes ou inflou o número de vítimas, mas a essência de suas afirmações geralmente está correta." Segundo Callimachi, o grupo considera-se responsável por actos praticados por pessoas que se inspiraram na sua propaganda, bem como por atos praticados pelo seus próprios militantes e, em alguns casos, alegaram ataques antes de as identidades dos assassinos serem conhecidas.
Graeme Wood, escrevendo no The Atlantic em outubro de 2017, escreveu: "A ideia de que o Estado Islâmico simplesmente examina as notícias em busca de assassinatos em massa e depois envia comunicados de imprensa na esperança de roubar a glória é falsa. A Amaq pode aprender detalhes dos ataques de grande mídia... mas sua reivindicação de crédito normalmente vem de uma fonte específica da Amaq."
Um artigo de outubro de 2017 no The Hill aponta para duas falsas alegações feitas no verão de 2017, o ataque ao Resorts World Manila e uma falsa alegação de que bombas foram plantadas no aeroporto Charles de Gaulle, em Paris. Além disso, uma alegada conexão do EI com o tiroteio em Las Vegas em 2017 provou ser falsa.
Segundo Rita Katz no website do SITE Intelligence Group, chamar um terrorista de “soldado do califado (guerreiro do califado)” num comunicado emitido pela Amaq, foi a forma habitual como o EI indicou que inspirou um ataque. Os ataques coordenados centralmente eram geralmente descritos como “executados por um destacamento pertencente ao Estado Islâmico” e eram frequentemente anunciados tanto pela Amaq como pelo comando central dos meios de comunicação do EI.

## Presença on-line
Em novembro de 2019, a polícia da Bélgica afirmou ter realizado um ataque cibernético bem-sucedido à presença online da Amaq, deixando assim o EI sem um canal de comunicação operacional.